# 1974年のワールドシリーズ
1974年の野球において、メジャーリーグベースボール（MLB）優勝決定戦の第71回ワールドシリーズ（だい71かいワールドシリーズ、71st World Series）は、10月12日から17日にかけて計5試合が開催された。その結果、オークランド・アスレチックス（アメリカンリーグ）がロサンゼルス・ドジャース（ナショナルリーグ）を4勝1敗で下し、3年連続8回目の優勝を果たした。
両チームの対戦はシリーズ史上初めて。また、カリフォルニア州を本拠地とする球団どうしの対戦も初めてだった。アスレチックスのシリーズ3連覇は、1936年〜1939年および1949年〜1953年のニューヨーク・ヤンキースに次ぐ、史上2球団目・3例目の記録である。シリーズMVPには、第5戦の最後を2イニング無失点で締めて優勝決定のセーブを挙げるなど、4試合9.1イニングで1勝2セーブ・防御率1.93という成績を残したアスレチックスのローリー・フィンガーズが選出された。
MLBにおいて指名打者（DH）制度は、1973年にアメリカンリーグでのみ導入された。しかしワールドシリーズでは、同年から1975年までの3年間、DH制は一切採用されていない。その結果、今シリーズ第4戦ではアスレチックスの先発投手ケン・ホルツマンが本塁打を放った。ワールドシリーズでの投手による本塁打は、このあとは2008年シリーズ第4戦のジョー・ブラントンまで34年間途絶えることとなる。

## 試合結果
1974年のワールドシリーズは10月12日に開幕し、途中に移動日を挟んで6日間で5試合が行われた。日程・結果は以下の通り。
| 日付                                                        | 試合  | ビジター球団（先攻）         | スコア | ホーム球団（後攻）           | 開催球場                                        | 開催球場                                                           |
| ----------------------------------------------------------- | ----- | ---------------------------- | ------ | ---------------------------- | ----------------------------------------------- | ------------------------------------------------------------------ |
| 10月12日（土）                                              | 第1戦 | オークランド・アスレチックス | 3－2   | ロサンゼルス・ドジャース     | ドジャー・スタジアム                            | ドジャー・スタジアムオークランド・アラメダ・カウンティ・コロシアム |
| 10月13日（日）                                              | 第2戦 | オークランド・アスレチックス | 2－3   | ロサンゼルス・ドジャース     | ドジャー・スタジアム                            | ドジャー・スタジアムオークランド・アラメダ・カウンティ・コロシアム |
| 10月14日（月）                                              |       | 移動日                       | 移動日 | 移動日                       |                                                 | ドジャー・スタジアムオークランド・アラメダ・カウンティ・コロシアム |
| 10月15日（火）                                              | 第3戦 | ロサンゼルス・ドジャース     | 2－3   | オークランド・アスレチックス | オークランド・アラメダ・ カウンティ・コロシアム | ドジャー・スタジアムオークランド・アラメダ・カウンティ・コロシアム |
| 10月16日（水）                                              | 第4戦 | ロサンゼルス・ドジャース     | 2－5   | オークランド・アスレチックス | オークランド・アラメダ・ カウンティ・コロシアム | ドジャー・スタジアムオークランド・アラメダ・カウンティ・コロシアム |
| 10月17日（木）                                              | 第5戦 | ロサンゼルス・ドジャース     | 2－3   | オークランド・アスレチックス | オークランド・アラメダ・ カウンティ・コロシアム | ドジャー・スタジアムオークランド・アラメダ・カウンティ・コロシアム |
| 優勝：オークランド・アスレチックス（4勝1敗 / 3年連続8度目） |       |                              |        |                              |                                                 | ドジャー・スタジアムオークランド・アラメダ・カウンティ・コロシアム |

### 第1戦 10月12日
- ドジャー・スタジアム（カリフォルニア州ロサンゼルス）

|                              | 1 | 2 | 3 | 4 | 5 | 6 | 7 | 8 | 9 | R | H  | E |
| ---------------------------- | - | - | - | - | - | - | - | - | - | - | -- | - |
| オークランド・アスレチックス | 0 | 1 | 0 | 0 | 1 | 0 | 0 | 1 | 0 | 3 | 6  | 2 |
| ロサンゼルス・ドジャース     | 0 | 0 | 0 | 0 | 1 | 0 | 0 | 0 | 1 | 2 | 11 | 1 |

1. 勝利：ローリー・フィンガーズ（1勝）
2. セーブ：キャットフィッシュ・ハンター（1S）
3. 敗戦：アンディ・メサースミス（1敗）
4. 本塁打
OAK：レジー・ジャクソン1号ソロ
LAD：ジミー・ウィン1号ソロ
5. 審判
［球審］トム・ゴーマン（NL）
［塁審］一塁: ビル・カンケル（AL）、二塁: ダグ・ハーヴェイ（NL）、三塁: ドン・デンキンガー（AL）
［外審］左翼: アンディ・オルセン（NL）、右翼: ロン・ルチアーノ（AL）
6. 昼間試合  試合時間: 2時間43分  観客: 5万5974人
詳細: Baseball-Reference.com

| オークランド・アスレチックス | オークランド・アスレチックス | オークランド・アスレチックス | オークランド・アスレチックス | オークランド・アスレチックス                                                                              | ロサンゼルス・ドジャース | ロサンゼルス・ドジャース | ロサンゼルス・ドジャース | ロサンゼルス・ドジャース | ロサンゼルス・ドジャース                                                                                  |
| ---------------------------- | ---------------------------- | ---------------------------- | ---------------------------- | --- | ------------------------ | ------------------------ | ------------------------ | ------------------------ | --- |
| 打順                         | 守備                         | 選手                         | 打席                         | K・ホルツマンR・フォッシーG・テナスD・グリーンS・バンドーB・キャンパネリスJ・ルディB・ノースR・ジャクソン | 打順                     | 守備                     | 選手                     | 打席                     | A・メサースミスS・イェーガーS・ガービーD・ロープスR・セイB・ラッセルB・バックナーJ・ウィンJ・ファーガソン |
| 1                            | 遊                           | B・キャンパネリス            | 右                           | K・ホルツマンR・フォッシーG・テナスD・グリーンS・バンドーB・キャンパネリスJ・ルディB・ノースR・ジャクソン | 1                        | 二                       | D・ロープス              | 右                       | A・メサースミスS・イェーガーS・ガービーD・ロープスR・セイB・ラッセルB・バックナーJ・ウィンJ・ファーガソン |
| 2                            | 中                           | B・ノース                    | 両                           | K・ホルツマンR・フォッシーG・テナスD・グリーンS・バンドーB・キャンパネリスJ・ルディB・ノースR・ジャクソン | 2                        | 左                       | B・バックナー            | 左                       | A・メサースミスS・イェーガーS・ガービーD・ロープスR・セイB・ラッセルB・バックナーJ・ウィンJ・ファーガソン |
| 3                            | 三                           | S・バンドー                  | 右                           | K・ホルツマンR・フォッシーG・テナスD・グリーンS・バンドーB・キャンパネリスJ・ルディB・ノースR・ジャクソン | 3                        | 中                       | J・ウィン                | 右                       | A・メサースミスS・イェーガーS・ガービーD・ロープスR・セイB・ラッセルB・バックナーJ・ウィンJ・ファーガソン |
| 4                            | 右                           | R・ジャクソン                | 左                           | K・ホルツマンR・フォッシーG・テナスD・グリーンS・バンドーB・キャンパネリスJ・ルディB・ノースR・ジャクソン | 4                        | 一                       | S・ガービー              | 右                       | A・メサースミスS・イェーガーS・ガービーD・ロープスR・セイB・ラッセルB・バックナーJ・ウィンJ・ファーガソン |
| 5                            | 左                           | J・ルディ                    | 右                           | K・ホルツマンR・フォッシーG・テナスD・グリーンS・バンドーB・キャンパネリスJ・ルディB・ノースR・ジャクソン | 5                        | 右                       | J・ファーガソン          | 右                       | A・メサースミスS・イェーガーS・ガービーD・ロープスR・セイB・ラッセルB・バックナーJ・ウィンJ・ファーガソン |
| 6                            | 一                           | G・テナス                    | 右                           | K・ホルツマンR・フォッシーG・テナスD・グリーンS・バンドーB・キャンパネリスJ・ルディB・ノースR・ジャクソン | 6                        | 三                       | R・セイ                  | 右                       | A・メサースミスS・イェーガーS・ガービーD・ロープスR・セイB・ラッセルB・バックナーJ・ウィンJ・ファーガソン |
| 7                            | 捕                           | R・フォッシー                | 右                           | K・ホルツマンR・フォッシーG・テナスD・グリーンS・バンドーB・キャンパネリスJ・ルディB・ノースR・ジャクソン | 7                        | 遊                       | B・ラッセル              | 右                       | A・メサースミスS・イェーガーS・ガービーD・ロープスR・セイB・ラッセルB・バックナーJ・ウィンJ・ファーガソン |
| 8                            | 二                           | D・グリーン                  | 右                           | K・ホルツマンR・フォッシーG・テナスD・グリーンS・バンドーB・キャンパネリスJ・ルディB・ノースR・ジャクソン | 8                        | 捕                       | S・イェーガー            | 右                       | A・メサースミスS・イェーガーS・ガービーD・ロープスR・セイB・ラッセルB・バックナーJ・ウィンJ・ファーガソン |
| 9                            | 投                           | K・ホルツマン                | 右                           | K・ホルツマンR・フォッシーG・テナスD・グリーンS・バンドーB・キャンパネリスJ・ルディB・ノースR・ジャクソン | 9                        | 投                       | A・メサースミス          | 右                       | A・メサースミスS・イェーガーS・ガービーD・ロープスR・セイB・ラッセルB・バックナーJ・ウィンJ・ファーガソン |
| 先発投手                     | 先発投手                     | 先発投手                     | 投球                         | K・ホルツマンR・フォッシーG・テナスD・グリーンS・バンドーB・キャンパネリスJ・ルディB・ノースR・ジャクソン | 先発投手                 | 先発投手                 | 先発投手                 | 投球                     | A・メサースミスS・イェーガーS・ガービーD・ロープスR・セイB・ラッセルB・バックナーJ・ウィンJ・ファーガソン |
| K・ホルツマン                | K・ホルツマン                | K・ホルツマン                | 左                           | K・ホルツマンR・フォッシーG・テナスD・グリーンS・バンドーB・キャンパネリスJ・ルディB・ノースR・ジャクソン | A・メサースミス          | A・メサースミス          | A・メサースミス          | 右                       | A・メサースミスS・イェーガーS・ガービーD・ロープスR・セイB・ラッセルB・バックナーJ・ウィンJ・ファーガソン |

### 第2戦 10月13日
- ドジャー・スタジアム（カリフォルニア州ロサンゼルス）

|                              | 1 | 2 | 3 | 4 | 5 | 6 | 7 | 8 | 9 | R | H | E |
| ---------------------------- | - | - | - | - | - | - | - | - | - | - | - | - |
| オークランド・アスレチックス | 0 | 0 | 0 | 0 | 0 | 0 | 0 | 0 | 2 | 2 | 6 | 0 |
| ロサンゼルス・ドジャース     | 0 | 1 | 0 | 0 | 0 | 2 | 0 | 0 | X | 3 | 6 | 1 |

1. 勝利：ドン・サットン（1勝）
2. セーブ：マイク・マーシャル（1S）
3. 敗戦：ヴァイダ・ブルー（1敗）
4. 本塁打
LAD：ジョー・ファーガソン1号2ラン
5. 審判
［球審］ビル・カンケル（AL）
［塁審］一塁: ダグ・ハーヴェイ（NL）、二塁: ドン・デンキンガー（AL）、三塁: アンディ・オルセン（NL）
［外審］左翼: ロン・ルチアーノ（AL）、右翼: トム・ゴーマン（NL）
6. 昼間試合  試合時間: 2時間40分  観客: 5万5989人
詳細: Baseball-Reference.com

| オークランド・アスレチックス | オークランド・アスレチックス | オークランド・アスレチックス | オークランド・アスレチックス | オークランド・アスレチックス                                                                          | ロサンゼルス・ドジャース | ロサンゼルス・ドジャース | ロサンゼルス・ドジャース | ロサンゼルス・ドジャース | ロサンゼルス・ドジャース                                                                              |
| ---------------------------- | ---------------------------- | ---------------------------- | ---------------------------- | --- | ------------------------ | ------------------------ | ------------------------ | ------------------------ | --- |
| 打順                         | 守備                         | 選手                         | 打席                         | V・ブルーR・フォッシーG・テナスD・グリーンS・バンドーB・キャンパネリスJ・ルディB・ノースR・ジャクソン | 打順                     | 守備                     | 選手                     | 打席                     | D・サットンS・イェーガーS・ガービーD・ロープスR・セイB・ラッセルB・バックナーJ・ウィンJ・ファーガソン |
| 1                            | 遊                           | B・キャンパネリス            | 右                           | V・ブルーR・フォッシーG・テナスD・グリーンS・バンドーB・キャンパネリスJ・ルディB・ノースR・ジャクソン | 1                        | 二                       | D・ロープス              | 右                       | D・サットンS・イェーガーS・ガービーD・ロープスR・セイB・ラッセルB・バックナーJ・ウィンJ・ファーガソン |
| 2                            | 中                           | B・ノース                    | 両                           | V・ブルーR・フォッシーG・テナスD・グリーンS・バンドーB・キャンパネリスJ・ルディB・ノースR・ジャクソン | 2                        | 左                       | B・バックナー            | 左                       | D・サットンS・イェーガーS・ガービーD・ロープスR・セイB・ラッセルB・バックナーJ・ウィンJ・ファーガソン |
| 3                            | 三                           | S・バンドー                  | 右                           | V・ブルーR・フォッシーG・テナスD・グリーンS・バンドーB・キャンパネリスJ・ルディB・ノースR・ジャクソン | 3                        | 中                       | J・ウィン                | 右                       | D・サットンS・イェーガーS・ガービーD・ロープスR・セイB・ラッセルB・バックナーJ・ウィンJ・ファーガソン |
| 4                            | 右                           | R・ジャクソン                | 左                           | V・ブルーR・フォッシーG・テナスD・グリーンS・バンドーB・キャンパネリスJ・ルディB・ノースR・ジャクソン | 4                        | 一                       | S・ガービー              | 右                       | D・サットンS・イェーガーS・ガービーD・ロープスR・セイB・ラッセルB・バックナーJ・ウィンJ・ファーガソン |
| 5                            | 左                           | J・ルディ                    | 右                           | V・ブルーR・フォッシーG・テナスD・グリーンS・バンドーB・キャンパネリスJ・ルディB・ノースR・ジャクソン | 5                        | 右                       | J・ファーガソン          | 右                       | D・サットンS・イェーガーS・ガービーD・ロープスR・セイB・ラッセルB・バックナーJ・ウィンJ・ファーガソン |
| 6                            | 一                           | G・テナス                    | 右                           | V・ブルーR・フォッシーG・テナスD・グリーンS・バンドーB・キャンパネリスJ・ルディB・ノースR・ジャクソン | 6                        | 三                       | R・セイ                  | 右                       | D・サットンS・イェーガーS・ガービーD・ロープスR・セイB・ラッセルB・バックナーJ・ウィンJ・ファーガソン |
| 7                            | 捕                           | R・フォッシー                | 右                           | V・ブルーR・フォッシーG・テナスD・グリーンS・バンドーB・キャンパネリスJ・ルディB・ノースR・ジャクソン | 7                        | 遊                       | B・ラッセル              | 右                       | D・サットンS・イェーガーS・ガービーD・ロープスR・セイB・ラッセルB・バックナーJ・ウィンJ・ファーガソン |
| 8                            | 二                           | D・グリーン                  | 右                           | V・ブルーR・フォッシーG・テナスD・グリーンS・バンドーB・キャンパネリスJ・ルディB・ノースR・ジャクソン | 8                        | 捕                       | S・イェーガー            | 右                       | D・サットンS・イェーガーS・ガービーD・ロープスR・セイB・ラッセルB・バックナーJ・ウィンJ・ファーガソン |
| 9                            | 投                           | V・ブルー                    | 両                           | V・ブルーR・フォッシーG・テナスD・グリーンS・バンドーB・キャンパネリスJ・ルディB・ノースR・ジャクソン | 9                        | 投                       | D・サットン              | 右                       | D・サットンS・イェーガーS・ガービーD・ロープスR・セイB・ラッセルB・バックナーJ・ウィンJ・ファーガソン |
| 先発投手                     | 先発投手                     | 先発投手                     | 投球                         | V・ブルーR・フォッシーG・テナスD・グリーンS・バンドーB・キャンパネリスJ・ルディB・ノースR・ジャクソン | 先発投手                 | 先発投手                 | 先発投手                 | 投球                     | D・サットンS・イェーガーS・ガービーD・ロープスR・セイB・ラッセルB・バックナーJ・ウィンJ・ファーガソン |
| V・ブルー                    | V・ブルー                    | V・ブルー                    | 左                           | V・ブルーR・フォッシーG・テナスD・グリーンS・バンドーB・キャンパネリスJ・ルディB・ノースR・ジャクソン | D・サットン              | D・サットン              | D・サットン              | 右                       | D・サットンS・イェーガーS・ガービーD・ロープスR・セイB・ラッセルB・バックナーJ・ウィンJ・ファーガソン |

### 第3戦 10月15日
- オークランド・アラメダ・カウンティ・コロシアム（カリフォルニア州オークランド）

|                              | 1 | 2 | 3 | 4 | 5 | 6 | 7 | 8 | 9 | R | H | E |
| ---------------------------- | - | - | - | - | - | - | - | - | - | - | - | - |
| ロサンゼルス・ドジャース     | 0 | 0 | 0 | 0 | 0 | 0 | 0 | 1 | 1 | 2 | 7 | 2 |
| オークランド・アスレチックス | 0 | 0 | 2 | 1 | 0 | 0 | 0 | 0 | X | 3 | 5 | 2 |

1. 勝利：キャットフィッシュ・ハンター（1勝1S）
2. 敗戦：アル・ダウニング（1敗）
3. 本塁打
LAD：ビル・バックナー1号ソロ、ウィリー・クロフォード1号ソロ
4. 審判
［球審］ダグ・ハーヴェイ（NL）
［塁審］一塁: ドン・デンキンガー（AL）、二塁: アンディ・オルセン（NL）、三塁: ロン・ルチアーノ（AL）
［外審］左翼: トム・ゴーマン（NL）、右翼: ビル・カンケル（AL）
5. 夜間試合  試合時間: 2時間35分  観客: 4万9347人
詳細: Baseball-Reference.com

| ロサンゼルス・ドジャース | ロサンゼルス・ドジャース | ロサンゼルス・ドジャース | ロサンゼルス・ドジャース | ロサンゼルス・ドジャース                                                                                  | オークランド・アスレチックス | オークランド・アスレチックス | オークランド・アスレチックス | オークランド・アスレチックス | オークランド・アスレチックス                                                                            |
| ------------------------ | ------------------------ | ------------------------ | ------------------------ | --- | ---------------------------- | ---------------------------- | ---------------------------- | ---------------------------- | --- |
| 打順                     | 守備                     | 選手                     | 打席                     | A・ダウニングJ・ファーガソンS・ガービーD・ロープスR・セイB・ラッセルB・バックナーJ・ウィンW・クロフォード | 打順                         | 守備                         | 選手                         | 打席                         | C・ハンターR・フォッシーG・テナスD・グリーンS・バンドーB・キャンパネリスJ・ルディB・ノースR・ジャクソン |
| 1                        | 二                       | D・ロープス              | 右                       | A・ダウニングJ・ファーガソンS・ガービーD・ロープスR・セイB・ラッセルB・バックナーJ・ウィンW・クロフォード | 1                            | 中                           | B・ノース                    | 両                           | C・ハンターR・フォッシーG・テナスD・グリーンS・バンドーB・キャンパネリスJ・ルディB・ノースR・ジャクソン |
| 2                        | 左                       | B・バックナー            | 左                       | A・ダウニングJ・ファーガソンS・ガービーD・ロープスR・セイB・ラッセルB・バックナーJ・ウィンW・クロフォード | 2                            | 遊                           | B・キャンパネリス            | 右                           | C・ハンターR・フォッシーG・テナスD・グリーンS・バンドーB・キャンパネリスJ・ルディB・ノースR・ジャクソン |
| 3                        | 中                       | J・ウィン                | 右                       | A・ダウニングJ・ファーガソンS・ガービーD・ロープスR・セイB・ラッセルB・バックナーJ・ウィンW・クロフォード | 3                            | 三                           | S・バンドー                  | 右                           | C・ハンターR・フォッシーG・テナスD・グリーンS・バンドーB・キャンパネリスJ・ルディB・ノースR・ジャクソン |
| 4                        | 一                       | S・ガービー              | 右                       | A・ダウニングJ・ファーガソンS・ガービーD・ロープスR・セイB・ラッセルB・バックナーJ・ウィンW・クロフォード | 4                            | 右                           | R・ジャクソン                | 左                           | C・ハンターR・フォッシーG・テナスD・グリーンS・バンドーB・キャンパネリスJ・ルディB・ノースR・ジャクソン |
| 5                        | 右                       | W・クロフォード          | 左                       | A・ダウニングJ・ファーガソンS・ガービーD・ロープスR・セイB・ラッセルB・バックナーJ・ウィンW・クロフォード | 5                            | 左                           | J・ルディ                    | 右                           | C・ハンターR・フォッシーG・テナスD・グリーンS・バンドーB・キャンパネリスJ・ルディB・ノースR・ジャクソン |
| 6                        | 捕                       | J・ファーガソン          | 右                       | A・ダウニングJ・ファーガソンS・ガービーD・ロープスR・セイB・ラッセルB・バックナーJ・ウィンW・クロフォード | 6                            | 一                           | G・テナス                    | 右                           | C・ハンターR・フォッシーG・テナスD・グリーンS・バンドーB・キャンパネリスJ・ルディB・ノースR・ジャクソン |
| 7                        | 三                       | R・セイ                  | 右                       | A・ダウニングJ・ファーガソンS・ガービーD・ロープスR・セイB・ラッセルB・バックナーJ・ウィンW・クロフォード | 7                            | 捕                           | R・フォッシー                | 右                           | C・ハンターR・フォッシーG・テナスD・グリーンS・バンドーB・キャンパネリスJ・ルディB・ノースR・ジャクソン |
| 8                        | 遊                       | B・ラッセル              | 右                       | A・ダウニングJ・ファーガソンS・ガービーD・ロープスR・セイB・ラッセルB・バックナーJ・ウィンW・クロフォード | 8                            | 二                           | D・グリーン                  | 右                           | C・ハンターR・フォッシーG・テナスD・グリーンS・バンドーB・キャンパネリスJ・ルディB・ノースR・ジャクソン |
| 9                        | 投                       | A・ダウニング            | 右                       | A・ダウニングJ・ファーガソンS・ガービーD・ロープスR・セイB・ラッセルB・バックナーJ・ウィンW・クロフォード | 9                            | 投                           | C・ハンター                  | 右                           | C・ハンターR・フォッシーG・テナスD・グリーンS・バンドーB・キャンパネリスJ・ルディB・ノースR・ジャクソン |
| 先発投手                 | 先発投手                 | 先発投手                 | 投球                     | A・ダウニングJ・ファーガソンS・ガービーD・ロープスR・セイB・ラッセルB・バックナーJ・ウィンW・クロフォード | 先発投手                     | 先発投手                     | 先発投手                     | 投球                         | C・ハンターR・フォッシーG・テナスD・グリーンS・バンドーB・キャンパネリスJ・ルディB・ノースR・ジャクソン |
| A・ダウニング            | A・ダウニング            | A・ダウニング            | 左                       | A・ダウニングJ・ファーガソンS・ガービーD・ロープスR・セイB・ラッセルB・バックナーJ・ウィンW・クロフォード | C・ハンター                  | C・ハンター                  | C・ハンター                  | 右                           | C・ハンターR・フォッシーG・テナスD・グリーンS・バンドーB・キャンパネリスJ・ルディB・ノースR・ジャクソン |

### 第4戦 10月16日
- オークランド・アラメダ・カウンティ・コロシアム（カリフォルニア州オークランド）

|                              | 1 | 2 | 3 | 4 | 5 | 6 | 7 | 8 | 9 | R | H | E |
| ---------------------------- | - | - | - | - | - | - | - | - | - | - | - | - |
| ロサンゼルス・ドジャース     | 0 | 0 | 0 | 2 | 0 | 0 | 0 | 0 | 0 | 2 | 7 | 1 |
| オークランド・アスレチックス | 0 | 0 | 1 | 0 | 0 | 4 | 0 | 0 | X | 5 | 7 | 0 |

1. 勝利：ケン・ホルツマン（1勝）
2. セーブ：ローリー・フィンガーズ（1勝1S）
3. 敗戦：アンディ・メサースミス（2敗）
4. 本塁打
OAK：ケン・ホルツマン1号ソロ
5. 審判
［球審］ドン・デンキンガー（AL）
［塁審］一塁: アンディ・オルセン（NL）、二塁: ロン・ルチアーノ（AL）、三塁: トム・ゴーマン（NL）
［外審］左翼: ビル・カンケル（AL）、右翼: ダグ・ハーヴェイ（NL）
6. 夜間試合  試合時間: 2時間17分  観客: 4万9347人
詳細: Baseball-Reference.com

| ロサンゼルス・ドジャース | ロサンゼルス・ドジャース | ロサンゼルス・ドジャース | ロサンゼルス・ドジャース | ロサンゼルス・ドジャース                                                                                  | オークランド・アスレチックス | オークランド・アスレチックス | オークランド・アスレチックス | オークランド・アスレチックス | オークランド・アスレチックス                                                                                  |
| ------------------------ | ------------------------ | ------------------------ | ------------------------ | --- | ---------------------------- | ---------------------------- | ---------------------------- | ---------------------------- | --- |
| 打順                     | 守備                     | 選手                     | 打席                     | A・メサースミスS・イェーガーS・ガービーD・ロープスR・セイB・ラッセルB・バックナーJ・ウィンJ・ファーガソン | 打順                         | 守備                         | 選手                         | 打席                         | K・ホルツマンR・フォッシーJ・ルディD・グリーンS・バンドーB・キャンパネリスC・ワシントンB・ノースR・ジャクソン |
| 1                        | 二                       | D・ロープス              | 右                       | A・メサースミスS・イェーガーS・ガービーD・ロープスR・セイB・ラッセルB・バックナーJ・ウィンJ・ファーガソン | 1                            | 遊                           | B・キャンパネリス            | 右                           | K・ホルツマンR・フォッシーJ・ルディD・グリーンS・バンドーB・キャンパネリスC・ワシントンB・ノースR・ジャクソン |
| 2                        | 左                       | B・バックナー            | 左                       | A・メサースミスS・イェーガーS・ガービーD・ロープスR・セイB・ラッセルB・バックナーJ・ウィンJ・ファーガソン | 2                            | 中                           | B・ノース                    | 両                           | K・ホルツマンR・フォッシーJ・ルディD・グリーンS・バンドーB・キャンパネリスC・ワシントンB・ノースR・ジャクソン |
| 3                        | 中                       | J・ウィン                | 右                       | A・メサースミスS・イェーガーS・ガービーD・ロープスR・セイB・ラッセルB・バックナーJ・ウィンJ・ファーガソン | 3                            | 三                           | S・バンドー                  | 右                           | K・ホルツマンR・フォッシーJ・ルディD・グリーンS・バンドーB・キャンパネリスC・ワシントンB・ノースR・ジャクソン |
| 4                        | 一                       | S・ガービー              | 右                       | A・メサースミスS・イェーガーS・ガービーD・ロープスR・セイB・ラッセルB・バックナーJ・ウィンJ・ファーガソン | 4                            | 右                           | R・ジャクソン                | 左                           | K・ホルツマンR・フォッシーJ・ルディD・グリーンS・バンドーB・キャンパネリスC・ワシントンB・ノースR・ジャクソン |
| 5                        | 右                       | J・ファーガソン          | 右                       | A・メサースミスS・イェーガーS・ガービーD・ロープスR・セイB・ラッセルB・バックナーJ・ウィンJ・ファーガソン | 5                            | 一                           | J・ルディ                    | 右                           | K・ホルツマンR・フォッシーJ・ルディD・グリーンS・バンドーB・キャンパネリスC・ワシントンB・ノースR・ジャクソン |
| 6                        | 三                       | R・セイ                  | 右                       | A・メサースミスS・イェーガーS・ガービーD・ロープスR・セイB・ラッセルB・バックナーJ・ウィンJ・ファーガソン | 6                            | 左                           | C・ワシントン                | 左                           | K・ホルツマンR・フォッシーJ・ルディD・グリーンS・バンドーB・キャンパネリスC・ワシントンB・ノースR・ジャクソン |
| 7                        | 遊                       | B・ラッセル              | 右                       | A・メサースミスS・イェーガーS・ガービーD・ロープスR・セイB・ラッセルB・バックナーJ・ウィンJ・ファーガソン | 7                            | 捕                           | R・フォッシー                | 右                           | K・ホルツマンR・フォッシーJ・ルディD・グリーンS・バンドーB・キャンパネリスC・ワシントンB・ノースR・ジャクソン |
| 8                        | 捕                       | S・イェーガー            | 右                       | A・メサースミスS・イェーガーS・ガービーD・ロープスR・セイB・ラッセルB・バックナーJ・ウィンJ・ファーガソン | 8                            | 二                           | D・グリーン                  | 右                           | K・ホルツマンR・フォッシーJ・ルディD・グリーンS・バンドーB・キャンパネリスC・ワシントンB・ノースR・ジャクソン |
| 9                        | 投                       | A・メサースミス          | 右                       | A・メサースミスS・イェーガーS・ガービーD・ロープスR・セイB・ラッセルB・バックナーJ・ウィンJ・ファーガソン | 9                            | 投                           | K・ホルツマン                | 右                           | K・ホルツマンR・フォッシーJ・ルディD・グリーンS・バンドーB・キャンパネリスC・ワシントンB・ノースR・ジャクソン |
| 先発投手                 | 先発投手                 | 先発投手                 | 投球                     | A・メサースミスS・イェーガーS・ガービーD・ロープスR・セイB・ラッセルB・バックナーJ・ウィンJ・ファーガソン | 先発投手                     | 先発投手                     | 先発投手                     | 投球                         | K・ホルツマンR・フォッシーJ・ルディD・グリーンS・バンドーB・キャンパネリスC・ワシントンB・ノースR・ジャクソン |
| A・メサースミス          | A・メサースミス          | A・メサースミス          | 右                       | A・メサースミスS・イェーガーS・ガービーD・ロープスR・セイB・ラッセルB・バックナーJ・ウィンJ・ファーガソン | K・ホルツマン                | K・ホルツマン                | K・ホルツマン                | 左                           | K・ホルツマンR・フォッシーJ・ルディD・グリーンS・バンドーB・キャンパネリスC・ワシントンB・ノースR・ジャクソン |

### 第5戦 10月17日
- オークランド・アラメダ・カウンティ・コロシアム（カリフォルニア州オークランド）

|                              | 1 | 2 | 3 | 4 | 5 | 6 | 7 | 8 | 9 | R | H | E |
| ---------------------------- | - | - | - | - | - | - | - | - | - | - | - | - |
| ロサンゼルス・ドジャース     | 0 | 0 | 0 | 0 | 0 | 2 | 0 | 0 | 0 | 2 | 5 | 1 |
| オークランド・アスレチックス | 1 | 1 | 0 | 0 | 0 | 0 | 1 | 0 | X | 3 | 6 | 1 |

1. 勝利：ブルームーン・オドム（1勝）
2. セーブ：ローリー・フィンガーズ（1勝2S）
3. 敗戦：マイク・マーシャル（1敗1S）
4. 本塁打
OAK：レイ・フォッシー1号ソロ、ジョー・ルディ1号ソロ
5. 審判
［球審］アンディ・オルセン（NL）
［塁審］一塁: ロン・ルチアーノ（AL）、二塁: トム・ゴーマン（NL）、三塁: ビル・カンケル（AL）
［外審］左翼: ダグ・ハーヴェイ（NL）、右翼: ドン・デンキンガー（AL）
6. 夜間試合  試合時間: 2時間23分  観客: 4万9347人
詳細: Baseball-Reference.com

| ロサンゼルス・ドジャース | ロサンゼルス・ドジャース | ロサンゼルス・ドジャース | ロサンゼルス・ドジャース | ロサンゼルス・ドジャース                                                                              | オークランド・アスレチックス | オークランド・アスレチックス | オークランド・アスレチックス | オークランド・アスレチックス | オークランド・アスレチックス                                                                              |
| ------------------------ | ------------------------ | ------------------------ | ------------------------ | --- | ---------------------------- | ---------------------------- | ---------------------------- | ---------------------------- | --- |
| 打順                     | 守備                     | 選手                     | 打席                     | D・サットンS・イェーガーS・ガービーD・ロープスR・セイB・ラッセルB・バックナーJ・ウィンJ・ファーガソン | 打順                         | 守備                         | 選手                         | 打席                         | V・ブルーR・フォッシーJ・ルディD・グリーンS・バンドーB・キャンパネリスC・ワシントンB・ノースR・ジャクソン |
| 1                        | 二                       | D・ロープス              | 右                       | D・サットンS・イェーガーS・ガービーD・ロープスR・セイB・ラッセルB・バックナーJ・ウィンJ・ファーガソン | 1                            | 遊                           | B・キャンパネリス            | 右                           | V・ブルーR・フォッシーJ・ルディD・グリーンS・バンドーB・キャンパネリスC・ワシントンB・ノースR・ジャクソン |
| 2                        | 左                       | B・バックナー            | 左                       | D・サットンS・イェーガーS・ガービーD・ロープスR・セイB・ラッセルB・バックナーJ・ウィンJ・ファーガソン | 2                            | 中                           | B・ノース                    | 両                           | V・ブルーR・フォッシーJ・ルディD・グリーンS・バンドーB・キャンパネリスC・ワシントンB・ノースR・ジャクソン |
| 3                        | 中                       | J・ウィン                | 右                       | D・サットンS・イェーガーS・ガービーD・ロープスR・セイB・ラッセルB・バックナーJ・ウィンJ・ファーガソン | 3                            | 三                           | S・バンドー                  | 右                           | V・ブルーR・フォッシーJ・ルディD・グリーンS・バンドーB・キャンパネリスC・ワシントンB・ノースR・ジャクソン |
| 4                        | 一                       | S・ガービー              | 右                       | D・サットンS・イェーガーS・ガービーD・ロープスR・セイB・ラッセルB・バックナーJ・ウィンJ・ファーガソン | 4                            | 右                           | R・ジャクソン                | 左                           | V・ブルーR・フォッシーJ・ルディD・グリーンS・バンドーB・キャンパネリスC・ワシントンB・ノースR・ジャクソン |
| 5                        | 右                       | J・ファーガソン          | 右                       | D・サットンS・イェーガーS・ガービーD・ロープスR・セイB・ラッセルB・バックナーJ・ウィンJ・ファーガソン | 5                            | 一                           | J・ルディ                    | 右                           | V・ブルーR・フォッシーJ・ルディD・グリーンS・バンドーB・キャンパネリスC・ワシントンB・ノースR・ジャクソン |
| 6                        | 三                       | R・セイ                  | 右                       | D・サットンS・イェーガーS・ガービーD・ロープスR・セイB・ラッセルB・バックナーJ・ウィンJ・ファーガソン | 6                            | 左                           | C・ワシントン                | 左                           | V・ブルーR・フォッシーJ・ルディD・グリーンS・バンドーB・キャンパネリスC・ワシントンB・ノースR・ジャクソン |
| 7                        | 遊                       | B・ラッセル              | 右                       | D・サットンS・イェーガーS・ガービーD・ロープスR・セイB・ラッセルB・バックナーJ・ウィンJ・ファーガソン | 7                            | 捕                           | R・フォッシー                | 右                           | V・ブルーR・フォッシーJ・ルディD・グリーンS・バンドーB・キャンパネリスC・ワシントンB・ノースR・ジャクソン |
| 8                        | 捕                       | S・イェーガー            | 右                       | D・サットンS・イェーガーS・ガービーD・ロープスR・セイB・ラッセルB・バックナーJ・ウィンJ・ファーガソン | 8                            | 二                           | D・グリーン                  | 右                           | V・ブルーR・フォッシーJ・ルディD・グリーンS・バンドーB・キャンパネリスC・ワシントンB・ノースR・ジャクソン |
| 9                        | 投                       | D・サットン              | 右                       | D・サットンS・イェーガーS・ガービーD・ロープスR・セイB・ラッセルB・バックナーJ・ウィンJ・ファーガソン | 9                            | 投                           | V・ブルー                    | 両                           | V・ブルーR・フォッシーJ・ルディD・グリーンS・バンドーB・キャンパネリスC・ワシントンB・ノースR・ジャクソン |
| 先発投手                 | 先発投手                 | 先発投手                 | 投球                     | D・サットンS・イェーガーS・ガービーD・ロープスR・セイB・ラッセルB・バックナーJ・ウィンJ・ファーガソン | 先発投手                     | 先発投手                     | 先発投手                     | 投球                         | V・ブルーR・フォッシーJ・ルディD・グリーンS・バンドーB・キャンパネリスC・ワシントンB・ノースR・ジャクソン |
| D・サットン              | D・サットン              | D・サットン              | 右                       | D・サットンS・イェーガーS・ガービーD・ロープスR・セイB・ラッセルB・バックナーJ・ウィンJ・ファーガソン | V・ブルー                    | V・ブルー                    | V・ブルー                    | 左                           | V・ブルーR・フォッシーJ・ルディD・グリーンS・バンドーB・キャンパネリスC・ワシントンB・ノースR・ジャクソン |